# Mus indutus
Mus indutus es una especie de roedor de la familia Muridae.

## Distribución geográfica
Se encuentra en Angola, Botsuana, Namibia, Sudáfrica, Zambia, y Zimbabue.

## Hábitat
Su hábitat natural son: sabanas áridas subtropicales o tropicales de gran altitud, praderas.